# Мерехтіння зір
Мерехті́ння зір — випадкові зміни світла зір, зумовлені, головним чином, турбулентністю атмосфери. 
Амплітуда змін блиску під час мерехтіння дуже залежить від стану атмосфери й збільшується зі зростанням зенітної відстані. Поблизу горизонту зміни блиску можуть сягати однієї зоряної величини, іноді й більше. Також поблизу горизонту типовим є кольорове мерехтіння, тобто зміна кольору зорі, для яскравих зір помітна навіть неозброєним оком. Частота мерехтіння лежить у діапазоні від одного герца до сотень герц, але найбільші амплітуди характерні для вузького діапазону 3—15 Гц.
Під час телескопічних спостережень із великими об'єктивами ефект згладжується, проте залишається суттєвою перешкодою для точних астрометричних спостережень.
Слід зауважити, що мерехтіння стосується саме зір. Планети не схильні до мерехтіння. Це зумовлено тим, що кутовий розмір планетних дисків хоч і не розрізняється неозброєним оком, проте набагато більший, ніж у віддалених зір: останні мають вигляд точок навіть у найпотужніших астрономічних інструментах. Тому коли яскравість одних частин планетного диска підсилюється мерехтінням, яскравість інших слабне, і загальний блиск планети залишається майже сталим.